# Medica (Messe)

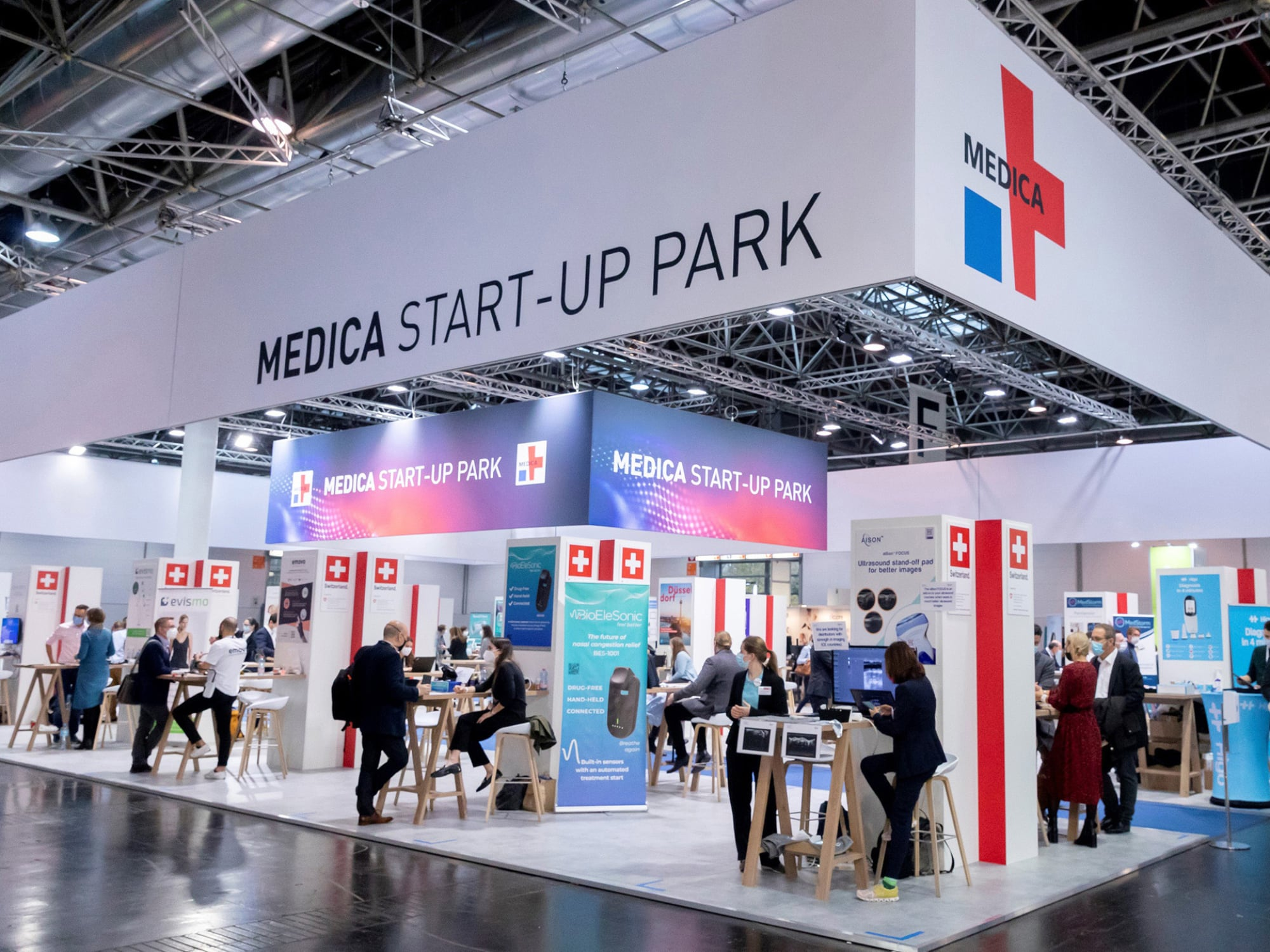
Medica in Düsseldorf (2021)

Die Medica (Eigenschreibweise: MEDICA) ist eine Fachmesse für Medizintechnik, Medizinprodukte, Elektromedizin, Labortechnik und Diagnostika. Sie findet jährlich im November in Düsseldorf statt. Die Messe wurde 1969 als „Diagnostikwoche“ in Karlsruhe gegründet und erhielt 1974 ihren heutigen Namen. Die Medica dient als Plattform für Wissensaustausch und Präsentation neuer Technologien im Gesundheitswesen.

## Geschichte

### Gründung und erste Jahre
Die Medica wurde 1969 als „Diagnostikwoche“ in Karlsruhe ins Leben gerufen und fand dort mit 135 Ausstellern auf einer Fläche von 2.500 Quadratmetern statt. 1972 wurde die Messe nach Düsseldorf verlegt, wo sie seither jährlich durchgeführt wird. Im Jahr 1974 erhielt die Messe den Namen „Medica“. Ursprünglich war sie als Fachveranstaltung für ein nationales Publikum konzipiert, wobei der Fokus auf Medizintechnik und Diagnosegeräten lag.

### Internationalisierung
In den 1980er Jahren begann die Medica, verstärkt Aussteller und Besucher aus verschiedenen Ländern anzuziehen. Diese Entwicklung wurde durch gezielte Marketingmaßnahmen und die zunehmende Internationalisierung der Medizintechnikbranche unterstützt. Bereits in den 1990er Jahren hatte sich die Medica als Weltweitmesse etabliert. Aktuell stammen über 70 % der Aussteller aus dem Ausland.

### Wandel des Profils
Mit den technologischen Entwicklungen im Gesundheitswesen hat sich das Profil der Medica weiterentwickelt. Seit den 1990er Jahren umfasst die Messe zusätzliche Themenfelder wie Digital Health, medizinische IT-Lösungen und Telemedizin. In Reaktion auf den digitalen Fortschritt wurden auch neue Veranstaltungsformate eingeführt.

### Aktuelle Entwicklungen
In jüngerer Zeit wurden vermehrt Themen wie Künstliche Intelligenz, Robotik, Telemedizin und Nachhaltigkeit integriert. Auf der Medica 2017 wurde beispielsweise ein intelligentes Pflaster präsentiert, das den Wundheilungsprozess überwacht und an eine Smartphone-App übermittelt. Auch Geräte wie eine 3D-Datenbrille für den Operationssaal und ein Kopfhörer zur Unterstützung bei Depressionen wurden vorgestellt. Im Jahr 2023 nahmen über 5.100 Unternehmen an der Medica teil.

## Konzept
Die Medica zählt zu den führenden Fachmessen im Bereich Medizintechnik. Die Messe bietet eine Plattform für Fachbesucher zur Information über aktuelle Entwicklungen und Technologien im Gesundheitswesen.

### Themen und Schwerpunkte
Die Medica umfasst verschiedene Themenbereiche, die in unterschiedlichen „Erlebniswelten“ dargestellt werden, darunter Labortechnik und Diagnostik, Medizintechnik, Elektromedizin sowie Verbrauchsmaterialien. Ergänzend werden Technologien für Physiotherapie und Orthopädie präsentiert. Ein weiterer Bereich widmet sich IT-Systemen und digitalen Lösungen, die die fortschreitende Digitalisierung im Gesundheitswesen thematisieren.
Fachforen wie das Medica Innovation Forum bieten eine Plattform für den Austausch zu aktuellen Entwicklungen in der medizinischen Informationstechnologie, darunter Themen wie elektronische Patientenakten, IT-Sicherheit und Datenmanagement. Die Foren umfassen Expertenvorträge, Podiumsdiskussionen und Networking-Möglichkeiten.

### Aussteller und Besucher
Jährlich zieht die Medica Fachleute aus verschiedenen Bereichen der Gesundheitswirtschaft an, darunter Medizintechniker, IT-Spezialisten sowie Ärzte und Klinikmanager. Rund 5.100 Aussteller aus über 70 Ländern präsentieren hier ihre Produkte und Dienstleistungen. Die Messe verzeichnet etwa 80.000 Fachbesucher, wobei ein Großteil der Teilnehmer aus dem Ausland anreist.

### Weiteres Portfolio
Parallel zur Medica findet die Compamed statt, eine Messe für Zulieferer der Medizintechnik. Über 700 Aussteller stellen dort ihre Lösungen für die Medizintechnikproduktion vor, einschließlich Komponenten und Herstellungsverfahren. Neben den Hauptveranstaltungen bietet die Medica Vorträge, Workshops und Seminare zu aktuellen Themen. Die Messeagenda umfasst zahlreiche Programmpunkte, darunter Fachforen zu spezifischen Aspekten des Gesundheitswesens.

### Wettbewerb
Im Rahmen der Medica wird jährlich ein Wettbewerb für Start-up-Unternehmen ausgerichtet. Dort präsentieren Entwicklerteams Lösungen für eine digital vernetzte Gesundheitsversorgung.